# 菲利普·拉罗什
菲利普·拉罗什（法語：Philippe LaRoche，1966年12月12日—），加拿大男子自由式滑雪运动员。他曾代表加拿大参加1994年冬季奥林匹克运动会自由式滑雪比赛，获得男子空中技巧银牌。